# Aucne
Aucne o Ocne, (en llatí Aucnus, Ocnus) va ser un heroi etrusc lligat a la llegenda de la constitució de la ciutat de Bolonya.
Era fill de Faune, o potser del déu-riu Tíber. La seva mare era Manto, una endevina itàlica, o potser Manto, la filla de Tirèsias o d'Hèracles. Va néixer a Perusa, però va marxar de la ciutat per tal de no fer ombra al seu germà Aulestes, que l'havia fundada. Va creuar els Apenins i va fundar Fèlsina, la ciutat etrusca que més endavant seria Bolonya. Els seus companys van fundar altres ciutats a la vall del Po, entre elles la que més tard es diria Màntua. Algunes tradicions diuen que aquesta última la va fundar el mateix Aucne, i que li posà el nom en honor de la seva mare. Altres diuen que el fundador va ser Biànor, germà d'Aucne.